# Csamsilszene állomás
Csamsilszene (Jamsilsaenae)  állomás a szöuli metró 2-es vonalának egyik állomása Szöul Szongpha-ku (Songpa-gu) kerületében. 2016 decemberben lett a neve Csamsilszene (Jamsilsaenae)(←Sincshon (Sincheon)).

## Viszonylatok
| 2-es vonal                                    | 2-es vonal | 2-es vonal                                                    |
| --------------------------------------------- | ---------- | ------------------------------------------------------------- |
| Csamsil (Jamsil) (külső oldal) Városháza felé | fő vonal   | Sportcsarnok (belső oldal) Cshungdzsongno (Chungjeongno) felé |